# RX J1856.5-3754
RX J1856.5-3754 ويُسمى أيضاً RX J185635-3754، RX J185635-375 هو نجم نيوتروني قريب في كوكبة الإكليل الجنوبي.

## الإكتشاف والموقع
يعتقد أن RX J1856.5-3754 قد تشكل أثناء انفجار المستعر الأعظم من نجمه المصاحب له منذ حوالي مليون سنة، ويتحرك بسرعة 108 كم/ثانية في جميع أنحاء السماء، تم اكتشاف هذا النجم في عام 1992، وفي عام 1996 أكدت الملاحظات أنه النجم الثنائي الأقرب إلى الأرض.
كان من المُعتقد أصلاً أنه كان منذ حوالي 150-200 سنة ضوئية، ولكن في عام 2002 تبين باستخدام مرصد تشاندرا الفضائي للأشعة السينية أن المسافة أكبر بحوالي 400 سنة ضوئية.
RX J1856 هي واحدة من العجائب السبعة، وهي مجموعة من النجوم النيوترونية الصغيرة على مسافات بين 200 و500 فرسخ فلكي (652 و1630 سنة ضوئية) من الأرض.

## فرضية نجم كواركات
من خلال الجمع بين بيانات مرصد تشاندرا الفضائي للأشعة السينية وبيانات مرصد هابل الفضائي، يُقدر علماء الفلك سابقاً أن RX J1856 يشع مثل الجسم الصلب مع درجة حرارة 700,000 درجة مئوية ويبلغ قطرها حوالي 4-8 كم. هذا الحجم صغير جداً بحيث لا يتطابق مع النماذج القياسية للنجوم النيوترونية، ولذلك اقترح أن يكون نجم كواركات.
ومع ذلك، في وقتِ لاحظت أظهرت التحليلات المُتكررة من مرصد تشاندرا الفضائي للأشعة السينيةالمتطور ومرصد هابل الفضائي أنَّ درجة حرارة سطح النجم أقل، حيثُ تبلغ حوالي 434,000 درجة مئوية فقط، وذات قطر أكبر حوالي 14 كم (مع الأخذ في الاعتبار آثار النسبية العامة، ونصف قطرها حوالي 17 كم). وهكذا، يتم استبعاد RX J1856.5-3754 الآن من قائمة المرشحين كنجم كواركات.